# Keep Tryin'
「Keep Tryin'」（キープ トライン）は、2006年2月22日にリリースされた宇多田ヒカルの16thシングル。

## 概要
前作「Passion」より約2ヶ月振りのリリース。
KDDI・沖縄セルラー電話「au LISTEN MOBILE SERVICE（LISMO!）」のCMソング。そのため、キャンペーンとして着うたフルで無料配信された。
着うた・音楽配信では一位を独走し、250万ダウンロードを突破するなどヒットを記録した。
プロモーションビデオは紀里谷和明が監督。ウェイトレス等の職業のコスプレを披露しているほか、紀里谷がこれ以前に手がけたビデオクリップで使用された衣装も各所に登場する。また、ほとんどのセットがダンボールで作られている。また、ものまねタレントのミラクルひかるがエキストラ出演している。
宇多田のシングルでは「Can You Keep A Secret?」以来の新録のカップリング曲「WINGS」が収録されている。
一部のCDショップでは、発売時にau「LISMO!」と「Keep Tryin'」がコラボレーションした、ロゴやジャケット写真などを使用したステッカーが配布されていた。

## 収録曲
- 両楽曲ともに、作詞・作曲・編曲：宇多田ヒカル

1. Keep Tryin'(4:53)
KDDI・沖縄セルラー電話「au LISTEN MOBILE SERVICE（LISMO!）」のCMソング。
2. WINGS(4:51)
元夫の紀里谷和明と喧嘩した時のことを基に、親友と喧嘩した後の複雑な思いをテーマにしている。公式HPで最初に曲名が発表されたときは、小文字表記交じりの「Wings」だった。
3. Keep Tryin' -Original Karaoke-(4:53)